# QV14
QV 14 est un des tombeaux situé dans la vallée des Reines, dans la nécropole thébaine, sur la rive ouest du Nil face à Louxor en Égypte.

## Description
QV 14 est une tombe anonyme datant de la XVIIIe dynastie, constituée d'un puit en marne qui relie la surface à une chambre en schiste argileux.
Une équipe du CNRS y a mis à jour des fragments funéraires, des morceaux de poterie et d'os et les restes d'un sarcophage en bois. En décembre 2010, une équipe conjointe du CNRS et du CSA y a découvert trois boîtes, trois sacs contenant des morceaux de poterie et un sac rempli d'os.

## Histoire
Elle a été réutilisée durant la Troisième Période intermédiaire, ainsi que pendant la période romaine. Elle est explorée par Elizabeth Thomas puis en 1986 par une équipe franco-égyptienne.